# Nazionale maschile di calcio a 5 dell'Uruguay
La nazionale di calcio a 5 dell'Uruguay è, in senso generale, una qualsiasi delle selezioni nazionali di Calcio a 5 della Asociación Uruguaya de Fútbol che rappresentano l'Uruguay nelle varie competizioni ufficiali o amichevoli riservate a squadre nazionali.
Sebbene l'origine del futsal possa ricondursi alla terra uruguaiana all'inizio degli anni 1930, la nazionale non ha ottenuto significativi risultati a livello di competizioni internazionali a carattere ufficiale, sorte solo negli anni 1960: l'Uruguay non si è mai laureato campione sudamericano né tantomeno iridato, ma ha ottenuto nella sua storia svariati piazzamenti. Questa squadra nazionale è stata per lungo tempo, dagli anni 1970 agli anni 1980 in lotta con il Paraguay per rappresentare la seconda forza sudamericana dietro al Brasile. Tra il 1971 ed il 1989 l'Uruguay ha collezionato quattro piazze d'onore ai campionati sudamericani. Nello stesso tempo, ai campionati del mondo organizzati dalla FIFUSA, l'Uruguay ha ottenuto un terzo posto all'esordio nel 1982 battendo la Colombia 2-1 dopo i calci di rigore, ha raggiunto il girone per l'accesso alle semifinali nel 1985 e nel 1988.
Con l'avvento della FIFA l'Uruguay ha perso parte del proprio valore sportivo: nelle otto edizioni della Coppa America targata CONMEBOL, la celeste ha raggiunto solo una finale, battuta dal Brasile con il sonoro punteggio di 8-1. Mentre al mondiale ha collezionato due mancate qualificazioni nel 1989 e 1992. L'Uruguay è poi tornato ai mondiali in occasione della rassegna spagnola del 1996, ha superato brillantemente il primo turno a pari merito con la selezione italiana, ma è stato poi eliminato nel girone di accesso alla semifinale da Brasile e Ucraina. Quattro anni più tardi ha centrato una nuova qualificazione al mondiale di Guatemala, ma è uscita al primo turno con un'unica vittoria ai danni della Thailandia. Nel 2004 infine non si è qualificata a causa del quarto posto al campionato sudamericano dell'anno prima.

## Palmarès

### Campionati mondiali
- La squadra nazionale uruguaiana ha partecipato a 5 campionati mondiali, il miglior risultato è rappresentato dal terzo posto conquistato nell'edizione 1982 in Brasile. Ha inoltre raggiunto tre volte il girone di secondo turno, mentre nell'edizione 2000 è stata esclusa al primo turno.

### Campionati sudamericani
- La squadra nazionale uruguaiana non ha mai vinto edizioni dei campionati sudamericani, in totale è giunta cinque volte alla finale, sempre sconfitta dal Brasile, e dall'avvento della gestione FIFA ha disputato una sola finale, persa anch'essa per mano dei verdeoro.

## Risultati nelle competizioni internazionali

### Mondiale FIFUSA
- 1982 - Terzo posto (battuta la Colombia 2-1 DCR)
- 1985 - Secondo turno
- 1988 - Secondo turno

### FIFA Futsal World Championship
- 1989 - non qualificata
- 1992 - non qualificata
- 1996 - Secondo turno
- 2000 - Primo turno
- 2004 - non qualificata
- 2008 - Primo turno

### Campeonato Sul-Americano
- 1969 - nn
- 1969 - quarta
- 1971 - finalista
- 1973 - finalista
- 1975 - finalista
- 1976 - terzo posto
- 1977 - quarto posto
- 1979 - finalista
- 1983 - terzo posto
- 1986 - quarto posto
- 1989 - terzo posto

### Copa America/Taça America
- 1992 - eliminata
- 1995 - terzo posto
- 1996 - finalista
- 1997 - quarto posto
- 1998 - terzo posto
- 1999 - quarto posto
- 2000 - terzo posto
- 2003 - quarto posto
- 2008 - secondo posto